# Ernesto Fenollosa
Ernesto [también Ernest] Fenollosa Alcaide (Vall de Uxó, 1917 - ibíd., 11 de noviembre de 1986) fue un maestro y político socialista español, militar leal a la República durante la Guerra Civil y senador durante la Transición democrática.

## Biografía
Aprobó el bachillerato en Castellón como alumno libre y después curso los estudios de Magisterio. Al producirse la sublevación militar de julio de 1936 que dio inicio a la Guerra Civil, se incorporó al ejército republicano, llegando a alcanzar el grado de teniente del arma de aviación. Fue detenido al final de la contienda y tras pasar varios años por distintos penales, fue puesto en libertad a mediados de los años 1940. Permaneció en la provincia de Castellón, pero no pudo volver a ejercer como maestro tras la depuración franquista. Miembro del Partido Socialista Obrero Español (PSOE) y de la Unión General de Trabajadores (UGT), junto con Enrique Marco Soler reorganizó la estructura clandestina del PSOE y la UGT en la provincia levantina. No fue rehabilitado como maestro hasta dos años después de la muerte de Francisco Franco, en 1977. Ese mismo año se presentó y fue elegido senador por la circunscripción de Castellón en las primeras elecciones democráticas tras la dictadura. Renovó el mandato en la cámara alta dos años después, en 1979. Fue uno de los miembros del Plenario de Parlamentarios del País Valenciano que participó en la redacción del Estatuto de Autonomía de la Comunidad Valenciana, con la presidencia primero de Josep Lluís Albiñana Olmos al frente del denominado Consejo del País Valenciano, sustituido en 1979 por Enrique Monsonís. Fue también miembro de la dirección nacional del Partido Socialista del País Valenciano (PSPV-PSOE). Cuando finalizó la I Legislatura en 1982, problemas de salud le impidieron presentarse a las elecciones, falleciendo cuatro años después.